# Dasypolia alpina
Dasypolia alpina är en fjärilsart som beskrevs av Alois Friedrich Rogenhofer 1866. Dasypolia alpina ingår i släktet Dasypolia och familjen nattflyn. Inga underarter finns listade i Catalogue of Life.